# Cui bono

Cui bono, « A qui profite-t-il ? », « Pour quel profit ? », est une locution latine qui est encore utilisée.
L'expression est une construction à double datif (en). On dit aussi cui prodest. Bono (bonus, bona, bonum) est un adjectif de première classe qui signifie « bon ».
C'est un adage latin qui est utilisé soit pour suggérer un motif caché ou pour indiquer que la partie responsable de quelque chose n'est pas ce qu'elle parait être à première vue.
Habituellement, le terme est utilisé pour indiquer que la ou les personnes capables de commettre un crime peuvent être trouvés parmi ceux qui ont quelque chose à gagner, surtout avec un œil vers un gain financier. Les parties qui bénéficient ne sont pas toujours évidentes ou ont peut-être détourné avec succès l'attention sur un bouc émissaire, par exemple.
L'orateur romain et homme d'État Marcus Tullius Cicero, dans son discours Pro Roscio Amerino, section 84, a attribué l'expression cui bono au consul romain Lucius Cassius Longinus Ravilla :

« L. Cassius ille quem populus Romanus verissimum et sapientissimum iudicem putabat identidem in causis quaerere solebat 'cui bono' fuisset.  »

Traduction en francais: 

« Le célèbre Lucius Cassius, que le peuple romain considérait comme un juge très honnête et très sage, ne manquait jamais de demander, dans les affaires qu'il instruisait : "A qui cela profite-t-il ?" »

Cicéron utilise aussi Cui bono? lors de sa défense de Milo, dans Pro Milone. Il a même fait référence à Cassius : « Que la maxime de Cassius soit appliquée ».